# 티노 크루팔라
티노 크루팔라(독일어: Tino Chrupalla, 독일어 발음: [ˈtiːno kʁʊˈpala], 1975년 4월 14일~)는 독일의 정치인이고 2017년 이래 독일을 위한 대안(AfD) 소속 국회의원이다. 2019년 알렉산더 가울란트로부터 공동 당대표 후보로 지명 받았으며, 이후 당대표로 선출되었다.

## 생애와 정치
1975년 독일 동부의 작센주 바이스바서에서 태어났으며, 2003년 도장공 및 실내 장식업자 전문 시험을 통과했다.
2015년 AfD에 입당했으며, 2016년 괴를리츠 지역위원장에 선출되었다. 2017년 총선에 괴를리츠에 출마해 미하엘 크레치머 전 작센 주총리를 꺾고 당선되었다.
그는 대안당 원내 교섭단체 부의장 5인 중 한 명이다.